# Radoslav Malenovský
Radoslav Malenovský (15 de noviembre de 1986) es un deportista eslovaco que compite en tiro adaptado. Ganó una medalla de plata en los Juegos Paralímpicos de París 2024, en la prueba de rifle de aire en posición tendida 10 m mixto (clase SH1).

## Palmarés internacional
| Juegos Paralímpicos | Juegos Paralímpicos | Juegos Paralímpicos | Juegos Paralímpicos                              |
| Año                 | Lugar               | Medalla             | Prueba                                           |
| ------------------- | ------------------- | ------------------- | ------------------------------------------------ |
| 2024                | París (Francia)     | Medalla de plata    | Rifle de aire en posición tendida 10 m SH1 mixto |